# Jacques Georges
Pour les articles homonymes, voir Georges.
Jacques Georges, né le 30 mai 1916 à Saint-Maurice-sur-Moselle dans les Vosges et mort le 25 février 2004 dans le même village, est un sportif et responsable du football français.
Au cours d’une longue carrière, il œuvre au service du football français, européen et mondial, notamment comme président de la Fédération française de football puis de l'Union des associations européennes de football.

## Biographie
Ancien international universitaire de football et diplômé d'HEC[réf. nécessaire], Jacques Georges commence sa carrière de dirigeant au FC Nancy avant de prendre en main la Ligue de Lorraine de football en 1959, puis d'être élu président de la Fédération française de football le 21 décembre 1968. Le 29 mars 1970, c'est sous son impulsion que le conseil fédéral de la FFF reconnait officiellement le football féminin. En 1972, il quitte les deux postes, laissant sa place à Fernand Sastre à la FFF.
En 1983, il prend la tête de l’Union des associations européennes de football (UEFA) à la mort accidentelle d’Artemio Franchi. Il devient ainsi le premier Français élu à cette fonction dans laquelle il est confirmé au congrès de Paris en 1984, puis en 1986 pour quatre années lors du Congrès de Cascais au Portugal. Durant son second mandat, il doit faire face au drame du Heysel en Belgique en mai 1985, qui fait 39 morts et plusieurs centaines de blessés lors de la finale de la Coupe des clubs champions européens 1984-1985 opposant les équipes de Liverpool et de la Juventus. Il sort très affecté de cette explosion de violence dans le football. Il commet une énorme bévue en 1989 à la suite de la Tragédie d'Hillsborough en qualifiant les supporters de Liverpool de « bêtes », ce qui lui attire les foudres de la presse britannique[réf. nécessaire]. En 1990, il décide de quitter la présidence de l’UEFA dont il devient président d’honneur, le Suédois Lennart Johansson lui succédant à cette fonction.
Du 29 novembre 1993 au 19 février 1994, il occupe de nouveau le poste de président de la Fédération française de football, le temps d’assurer l’intérim après la démission de Jean Fournet-Fayard. Vice-président de la Fédération internationale de football association (FIFA), il en dirige la commission des finances et joue un rôle très actif dans l'obtention de la coupe du monde 1998 à la France, dont il participe au comité d’organisation. Il est le seul Français à avoir occupé ce poste jusqu'à l'élection de Michel Platini le 26 janvier 2007. À l'occasion de son élection, ce dernier déclare « avoir une grosse pensée pour Jacques Georges ».
Il meurt le 25 février 2004 à l'âge de 87 ans dans le village où il est né et il y est inhumé.